# Matthijs van Deventer

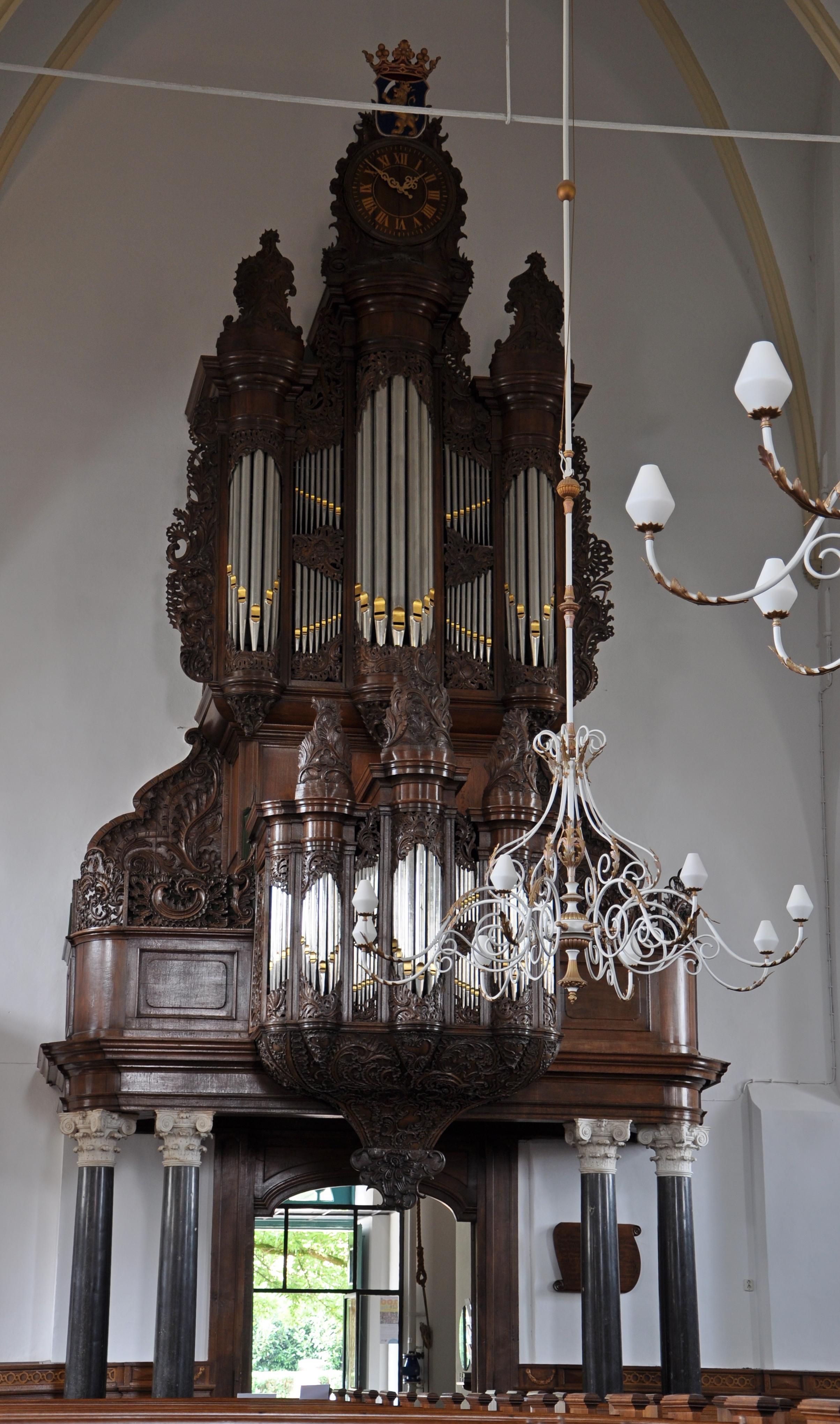
Het Van Deventerorgel uit 1756 te Nijkerk, het grootste orgel dat hij bouwde

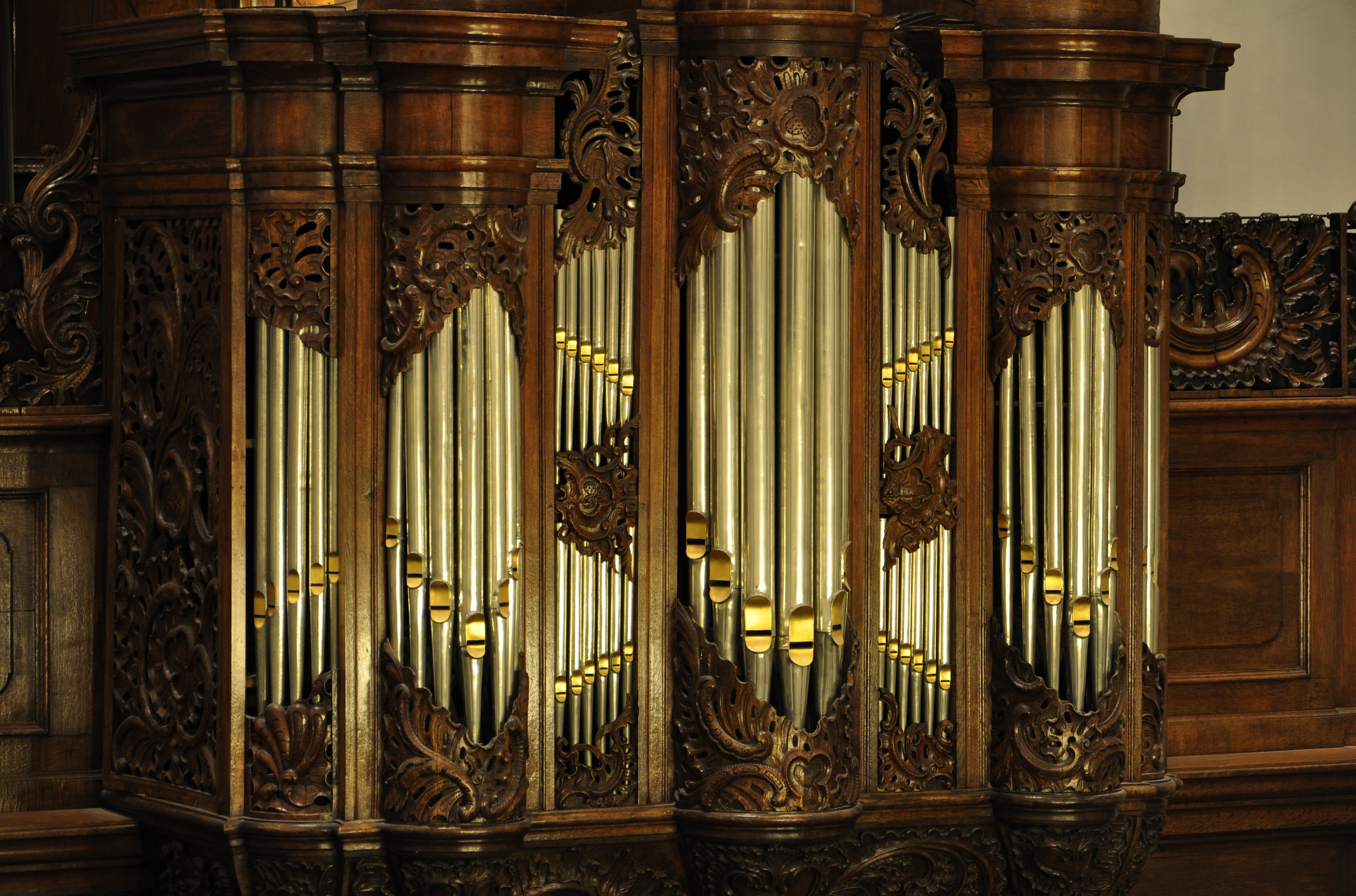
Rugpositief van het orgel in Nijkerk

Matthijs van Deventer was een 18e-eeuws Nederlands orgelbouwer die werkzaam was in Gendt. Hij was een leerling van Matthijs Verhofstadt.

## Werken
Van Deventer voerde reparaties en uitbreidingen uit aan reeds bestaande orgels. Hiernaast heeft hij onder meer de volgende orgels gebouwd, die in het algemeen in latere jaren sterk gewijzigd zijn:
- Het orgel van de Sint-Benedictuskerk te Teeffelen, uit 1734.
- Het orgel van de Sint-Luciakerk te Ravenstein, uit 1738.
- Het koororgel van de Sint-Antonius Abtkerk te Schaijk. Dit werd in 1755 geplaatst in de Sint-Vincentiuskerk (Velp), onderging een aantal wijzigingen en werd in 1968 door de parochie van Schaijk aangekocht, waarbij de meeste wijzigingen weer ongedaan werden gemaakt.
- Het orgel van de Grote Kerk in Nijkerk uit 1756, met houtsnijwerk vervaardigd door Andries van Bolder.
- Het Van Deventer/Heyneman orgel in de Lutherse kerk aan de Prins Hendrikstraat te Nijmegen, uit 1758. A. Heyneman heeft het in 1781 uitgebreid en verfraaid.

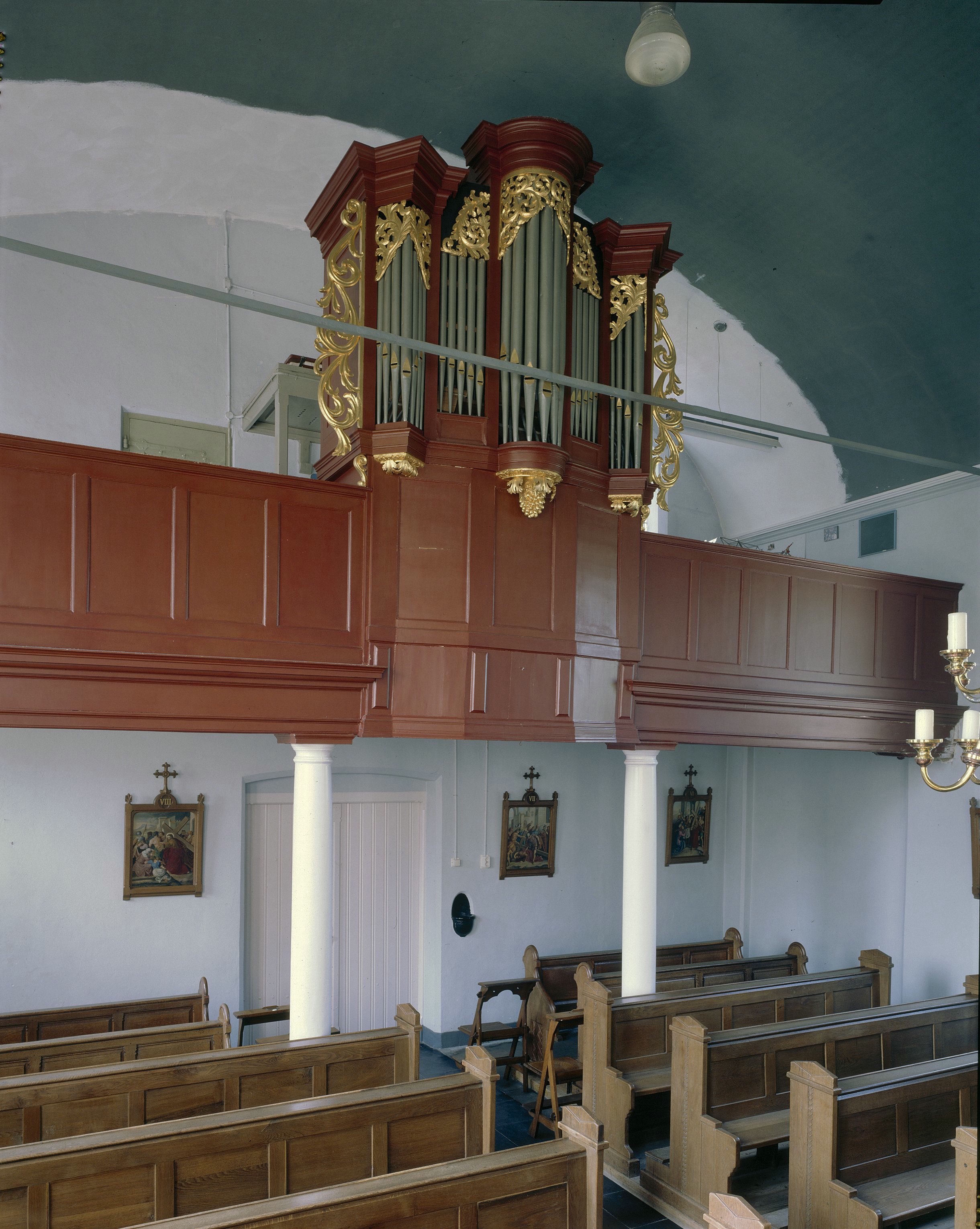
Van Deventer-orgel uit 1734 in de Sint-Benedictuskerk te Teeffelen, in 1857 gewijzigd door Paulus van Nistelrooij
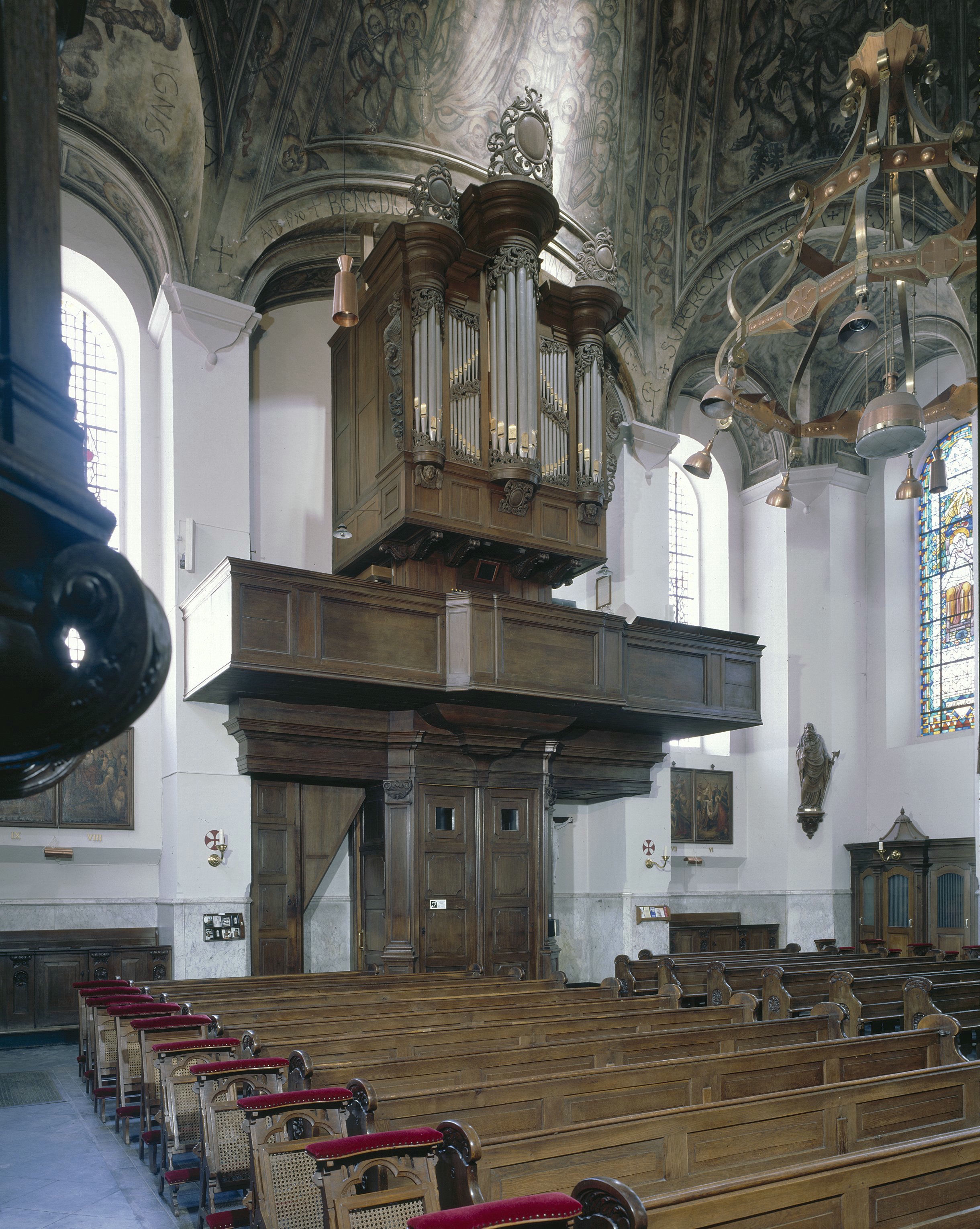
Van Deventer-orgel uit 1738 in de Sint-Luciakerk (Ravenstein), in 1834 en 1866 gewijzigd door Franciscus Cornelius Smits
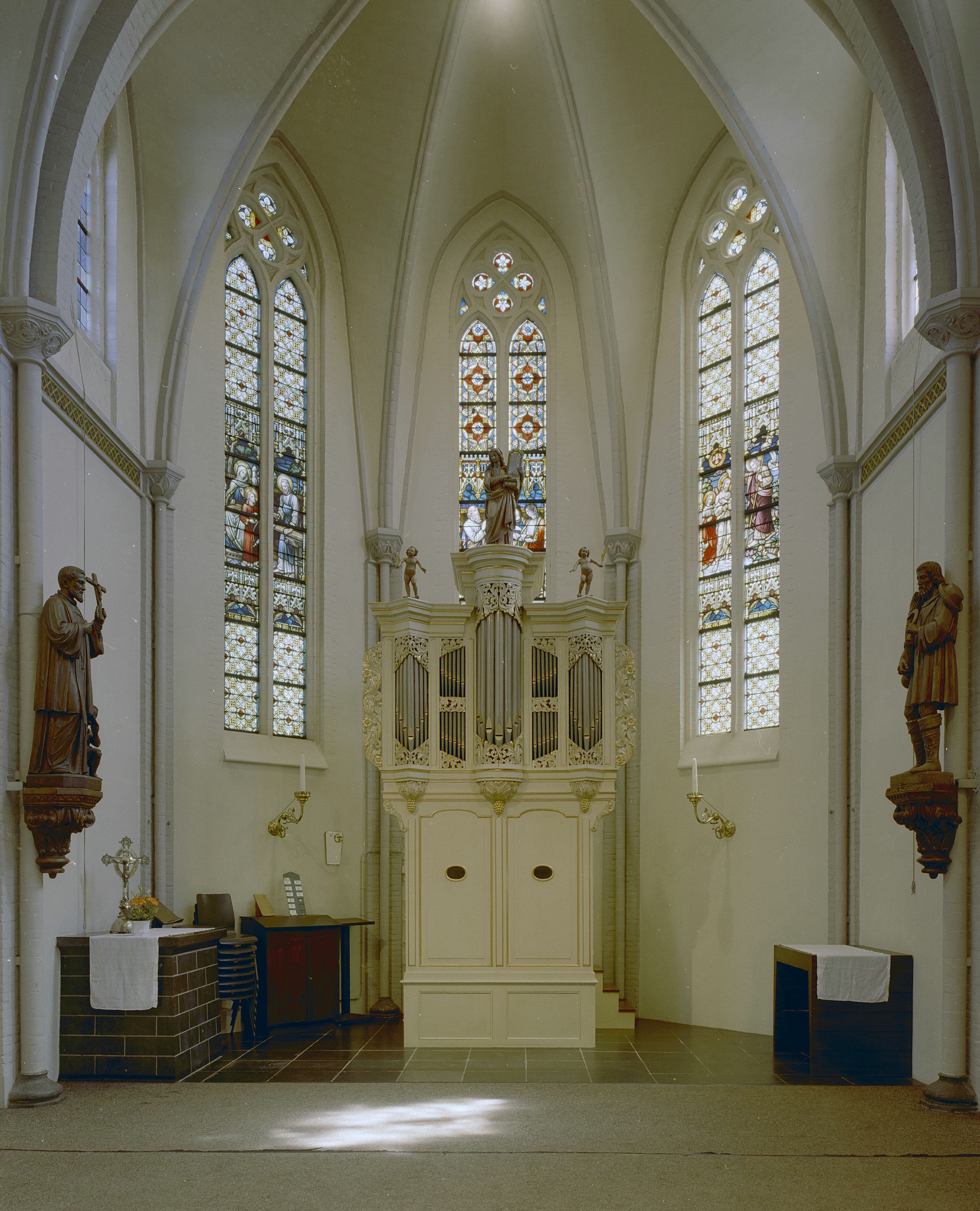
Koororgel van Van Deventer uit 1755 te Schaijk, in 1854 gewijzigd door F.C. Smits en afkomstig uit Velp (Noord-Brabant)